# Germán Rivera
Germán Ricardo Rivera (Villa María, provincia de Córdoba, 8 de enero de 1985) es un futbolista argentino. Juega de defensa central o lateral izquierdo y actualmente se encuentra en Club Juventud Unida de Río Cuarto que milita en el Torneo regional amateur.

## Trayectoria

### Newell's Old Boys
Comenzó su carrera en Newell's Old Boys donde llegó a los 13 años, equipo donde realizó las divisiones menores. Debutó en Primera División el 26 de agosto de 2005, en la derrota 2-0 de su equipo ante Gimnasia y Esgrima de Jujuy por el Torneo Apertura. Durante su estancia en la lepra, disputó 15 partidos en Primera y anotó un gol, además de tomar parte en dos encuentros de la Copa Libertadores 2006. También llegó a jugar al lado de Ariel "El Burrito" Ortega y con los paraguayos Óscar Cardozo, Justo Villar. 

### Talleres de Córdoba
En 2007, fue a préstamo y jugó en la Primera B Nacional al fichar por Talleres de Córdoba.
Al año siguiente retornó a Newell's, Posteriormente, se integró al FC Cisnădie  ( fútbol rumano) donde hizo 8 goles ya que jugó de mediocampista Luego, en 2010, fue contratado por el Misano Football Club, equipo con el que ganó la Promozione Emilia-Romagna ( fútbol italiano). En la segunda parte del año, pasó al Città di Marino de la liga Eccellenza.
En enero de 2011, llegó al Perú para jugar por Sporting Cristal. Jugó 15 partidos teniendo un año irregular
En junio de 2013, retornó a la Argentina para disputar el Torneo Argentino B con Estudiantes de Río Cuarto.
A mediados del 2014, ficha por Alumni de Villa María, equipo de su ciudad de origen para jugar el Torneo Federal B 2014

## Clubes
| Club                         | País      | Año       |
| ---------------------------- | --------- | --------- |
| Newell's Old Boys            | Argentina | 2005-2006 |
| Talleres de Córdoba          | Argentina | 2007-2008 |
| Newell's Old Boys            | Argentina | 2008      |
| FC Cisnădie                  | Rumania   | 2009      |
| Misano FC                    | Italia    | 2010      |
| A.S.D. Città di Marino       | Italia    | 2010      |
| Sporting Cristal             | Perú      | 2011      |
| Porto Collaro                | Italia    | 2012      |
| Estudiantes de Río Cuarto    | Argentina | 2014      |
| Alianza Coronel Moldes       | Argentina | 2015      |
| Juventud Unida de Río Cuarto | Argentina | 2016-?    |